# Hiromi Makihara
Hiromi Makihara (Handa, 11 agosto 1963) è un ex giocatore di baseball giapponese.

## Vittorie e premi
- Rookie dell'anno 1983
- 1 Japan Series MVP (1994)
- 6 partecipazioni al NPB All-Star Game (1988-1989, 1991-1992, 1994, 1999)